# Semide
Semide é uma povoação portuguesa do Município de Miranda do Corvo que foi sede da extinta Freguesia de Semide e é sede de paróquia da Diocese de Coimbra, freguesia que tinha com 26,06 km² de área e 2 863 habitantes (2011), e, por isso, uma densidade populacional de 110 hab/km².
A Freguesia de Semide foi extinta (agregada) pela reorganização administrativa de 2013, tendo o seu território sido agregrado ao da Freguesia de Rio Vide para criar a Freguesia de Semide e Rio Vide.
Semide constituiu um couto até ao início do século XIX. Tinha, em 1801, 1 836 habitantes. Aquando da extinção dos coutos passou a sede de concelho, extinto em 1853. Este era constituído pelas freguesias de Semide e Rio Vide. Tinha, em 1849, 3 646 habitantes. 
A antiga freguesia englobava a aldeia de Senhor da Serra, conhecida pelas romarias ao Santuário do Senhor da Serra.
Daqui é originária a chanfana, o negalho, a sopa de casamento e a nabada.

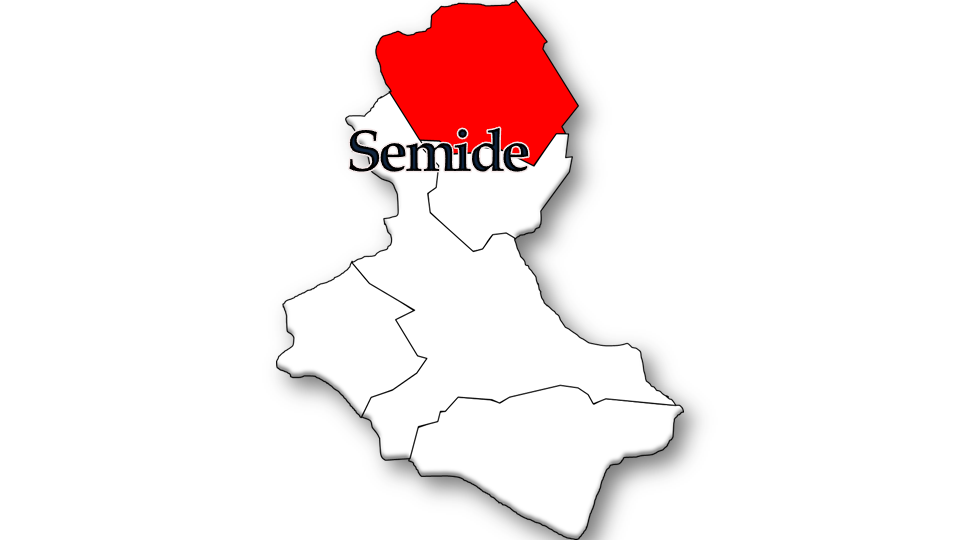
Localização no Município de Miranda do Corvo

## População

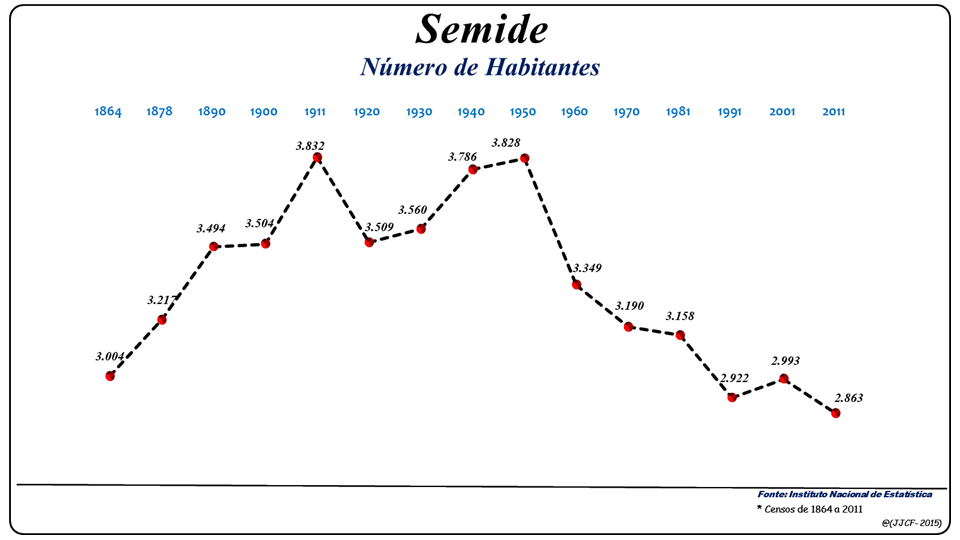
Evolução da População (1864 / 2011)

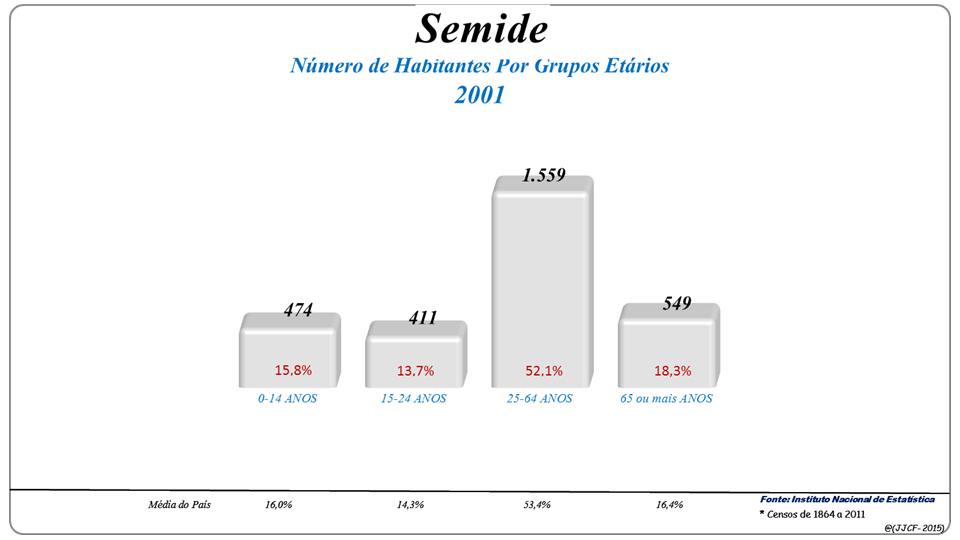
Grupos Etários (2001 e 2011)

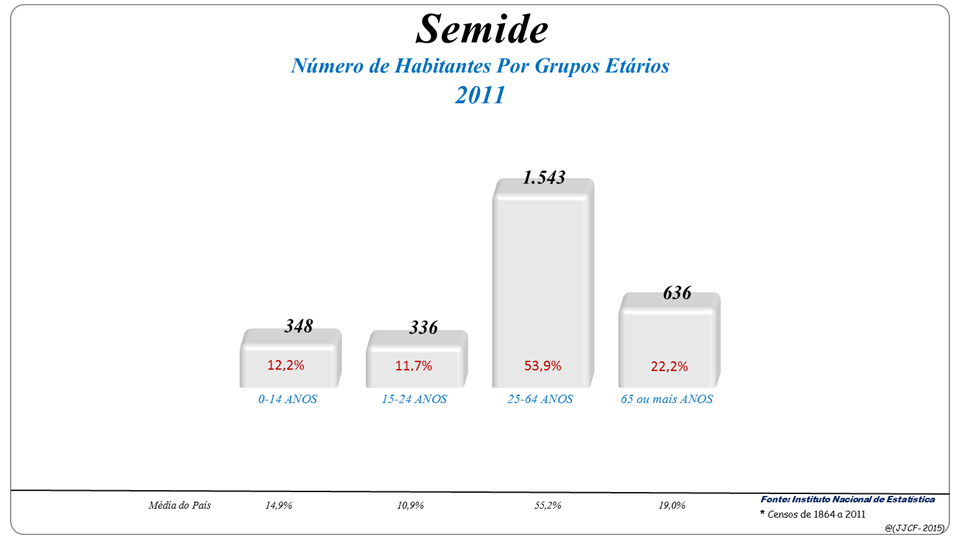
Grupos Etários (2001 e 2011)

| População da freguesia de Semide | População da freguesia de Semide | População da freguesia de Semide | População da freguesia de Semide | População da freguesia de Semide | População da freguesia de Semide | População da freguesia de Semide | População da freguesia de Semide | População da freguesia de Semide | População da freguesia de Semide | População da freguesia de Semide | População da freguesia de Semide | População da freguesia de Semide | População da freguesia de Semide | População da freguesia de Semide |
| -------------------------------- | -------------------------------- | -------------------------------- | -------------------------------- | -------------------------------- | -------------------------------- | -------------------------------- | -------------------------------- | -------------------------------- | -------------------------------- | -------------------------------- | -------------------------------- | -------------------------------- | -------------------------------- | -------------------------------- |
| 1864                             | 1878                             | 1890                             | 1900                             | 1911                             | 1920                             | 1930                             | 1940                             | 1950                             | 1960                             | 1970                             | 1981                             | 1991                             | 2001                             | 2011                             |
| 3 004                            | 3 217                            | 3 494                            | 3 504                            | 3 832                            | 3 509                            | 3 560                            | 3 786                            | 3 828                            | 3 349                            | 3 190                            | 3 158                            | 2 922                            | 2 993                            | 2 863                            |

## Património
- Mosteiro do Senhor da Serra ou Santuário do Senhor da Serra
- Convento de Santa Maria de Semide

## Equipamentos
- Escola de Formação Profissional e Lar de Jovens, construída em 1927 e inaugurada a 7 de Novembro de 1927